# 里亞斯內 (博霍杜希夫區)
50°16′22″N 35°48′14″E / 50.27278°N 35.80389°E
里亞斯內（烏克蘭語：Рясне）是位於烏克蘭東部的村莊，由哈爾科夫州博霍杜希夫區的佐洛奇夫市鎮負責管轄。該村面積1.61平方公里，海拔高度171米，2001年人口643，人口密度每平方公里400.4人。